# Свратка (річка)
Свратка (нім. Schwarza(ch) nebo Schwarzawa) це річка в Моравії, найбільша притока Диє та головний потік, що протікає через місто Брно. Послідовно протікає через райони Ждяр-над-Сазавою в Краю Височина та округ Брно-околиця, Брно-місто, потім знов через район Брно-околиця та округ Бржецлав в Південноморавському краї. 
Довжина 173,9 км, площа водозбірного басейну 7112,79 км². У високогір'ї між селом Cikháj та містом Jimramov річка або її береги є частиною історичного сухопутного кордону Богемії та Моравії, хоча в багатьох місцях сухопутний кордон трохи відхиляється від русла річки.
Назва Свратка, ймовірно, походить від давньочеського слова "svorti" - намотувати. У минулому воно також називалося Švarcava, під впливом німецької назви.

## Хід течії
Свратка витікає на схилах Кршивого Явору та Жакової Гори в Ждярських горах, інше важливе джерело бере початок біля заповідника Блатка (іноді позначається як Бржимівка). Потім тече приблизно в південно-південно-східному напрямку через нагір’я Hornosvratecká vrchovina, де на ньому побудовані дамби Vodní nádrž Vír I і Vodní nádrž Vír II. Над Тишновом у Свратку впадає Loučka, а далі Свратка перетинає Босковицьку борозну біля Veverská Bítýška. Далі йде Брненське водосховище і басейн міста Брно. Тут Свратка змінює напрямок на південь і біля Пршизреніце приймає свою найбільшу ліву притоку Світаву. Продовжується випрямленим руслом по рівнині Дійсько-Свратецької долини, а в Жидлоховіце в неї впадає Літава. Безпосередньо перед дельтою, яка впадає в центральне водосховище [[Vodní dílo Nové Mlýny|водопровідної станції Нова Млина] на Діє, Свратка впадає в Їглаву, яка технічно є її найбільшою притокою, але часто розглядається як рівноправна притока Діє.

## Найбільші притоки
| Притока    | Сторона | Річний кілометр | Довжина притоку, км | Басейн, км² | Приток води, м³/с |
| ---------- | ------- | --------------- | ------------------- | ----------- | ----------------- |
| Fryšávka   | права   | 133,0           | 22,0                | 66,8        | 0,68              |
| Bystřice   | права   | 113,5           | 24,7                | 62,0        | 0,33              |
| Hodonínka  | ліва    | 102,7           | 24,0                | 67,9        | 0,29              |
| Nedvědička | права   | 95,5            | 28,5                | 84,3        | 0,35              |
| Loučka     | права   | 78,9            | 60,0                | 389,7       | 2,12              |
| Besének    | ліва    | 78,9            | 20,0                | 51,0        | 0,43              |
| Lubě       | ліва    | 73,8            | 22,0                | 65,0        | 0,17              |
| Bílý potok | права   | 67,0            | 33,9                | 113,7       | 0,29              |
| Світава    | ліва    | 40,7            | 98,4                | 1149,4      | 5,22              |
| Bobrava    | права   | 36,8            | 35,2                | 187,2       | 0,43              |
| Літава     | ліва    | 29,0            | 58,3                | 789,8       | 1,53              |
| Їглава     | права   | 0,0             | 184,5               | 3117,0      | 12,00             |

## Водний режим
Середня витрата в гирлі (разом з Їглавою) становить 27,24 м³/с.

## Використання

### Водогін на Свратці
Потік Свратка штучно перегороджений у трьох місцях:
- водосховище Вир I річний кілометр 114,9
- водосховище Вир II річний кілометр 111,6
- водосховище Брно річний кілометр 56,2

### Важливі села та міста на річці Свратці
- Свратка
- Jimramov
- Štěpánov nad Svratkou
- Nedvědice
- Tišnov
- Veverská Bítýška
- Брно
- Modřice
- Rajhrad
- Židlochovice

## Vodáctví
Це річка, де можна кататися на човні ділянкою річки між водосховищем Вир II і Doubravník. Нижче Doubravník річка тече гарною долиною зі скелями. При більш високому рівні води можна переправитися вже з Milovy, де річка швидка і вузька. Між водосховищами Vír I. та Vír II. побудовано короткий слаломний канал, судноплавний лише під час роботи ГЕС.

## Млини
Млини розташовані за напрямком течії річки.
- Fixův mlýn – Moravská Cikánka, okres Žďár nad Sázavou
- Kupcův mlýn a pila – České Křižánky, okres Žďár nad Sázavou, kulturní památka
- Jimramovské mlýny – Jimramov, okres Žďár nad Sázavou
- Doubravnický mlýn – Doubravník, okres Brno-venkov, kulturní památka
- Zámecký mlýn – Velké Němčice, okres Břeclav, kulturní památka

## У культурі
Поет і письменник Вітезслав Незвал написав вірш «На берегах річки Свратки», який був опублікований в одній із останніх його збірок Chrpy a města (укр. Волошки і міста).

## Зображення

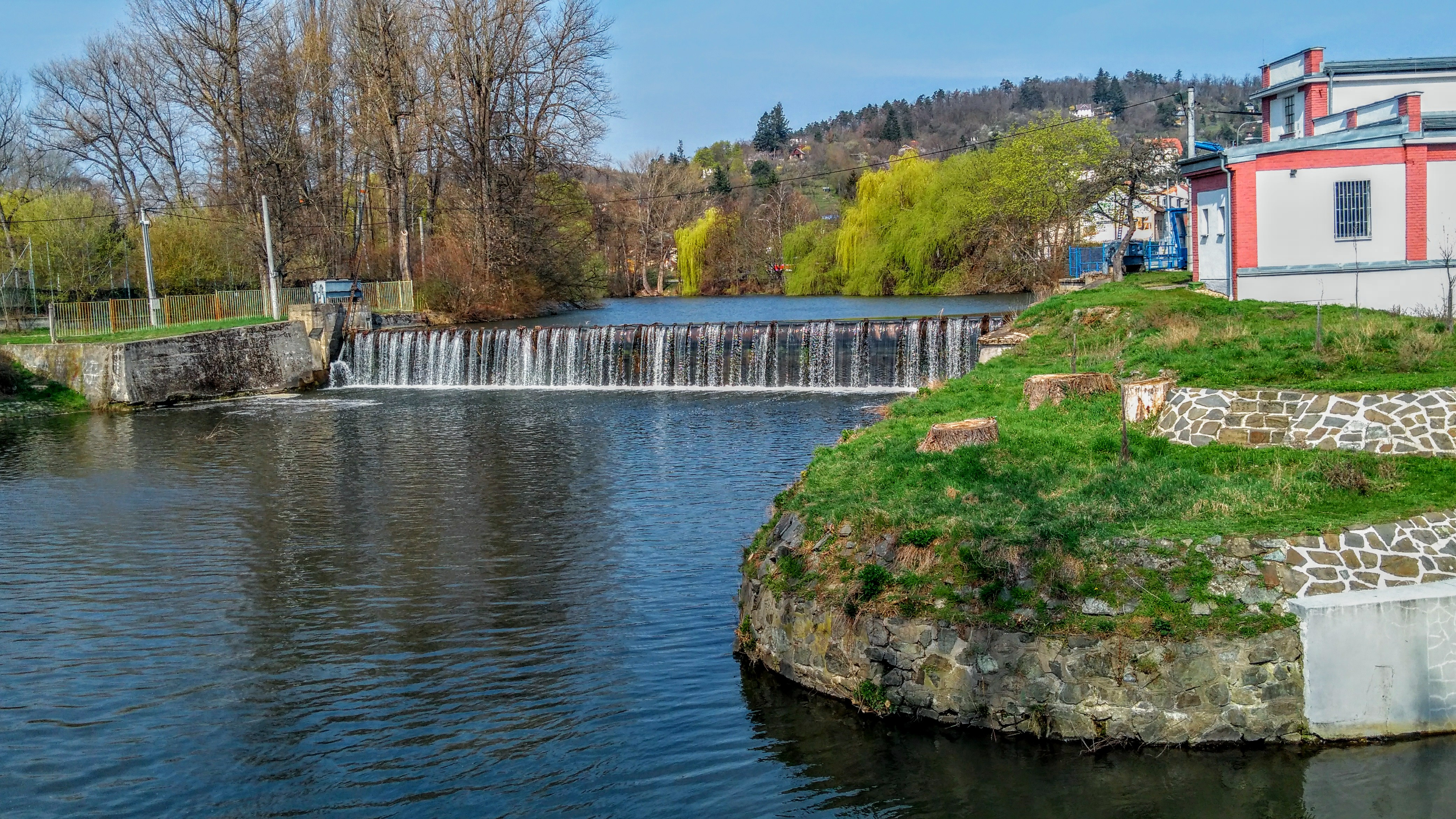
Свратка в районі Брно-Комін
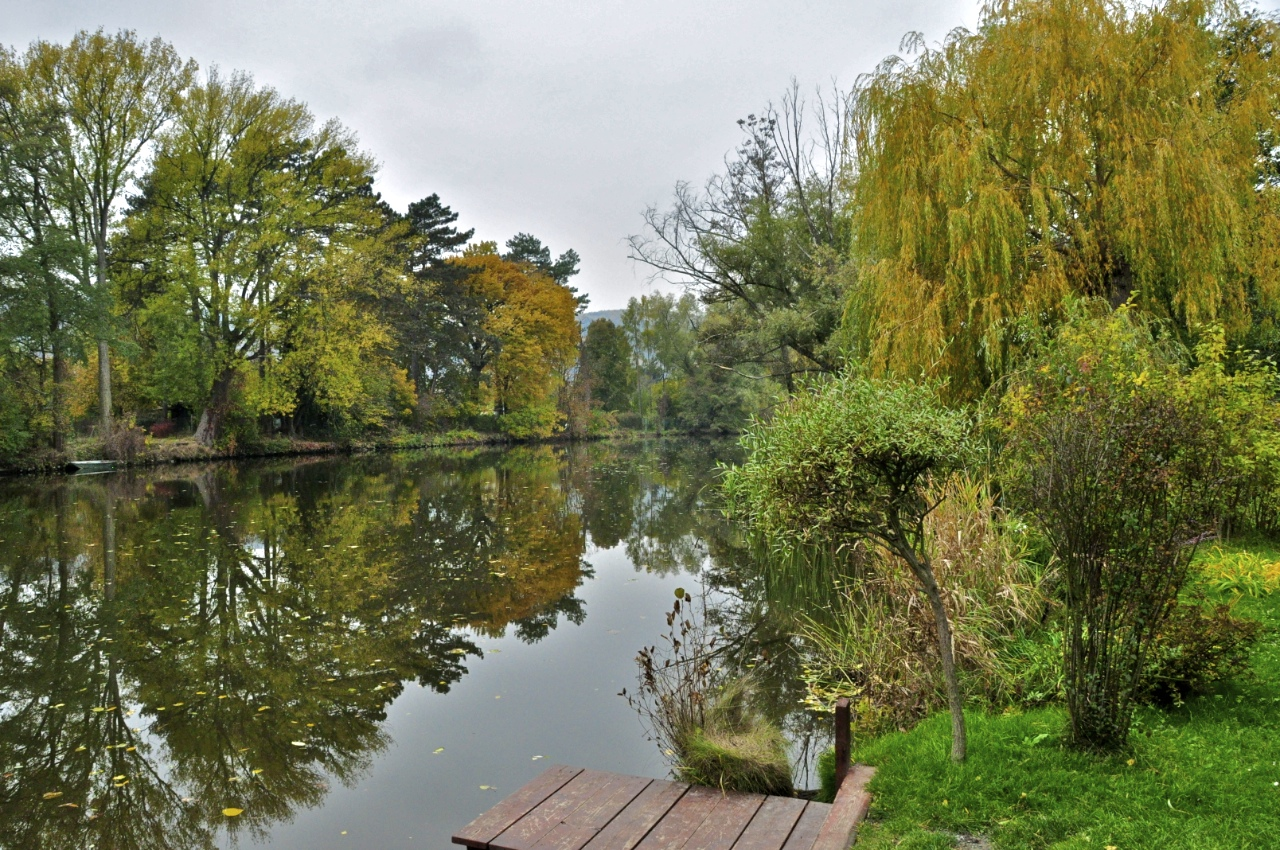
Свратка в Юндрові, літо 2011
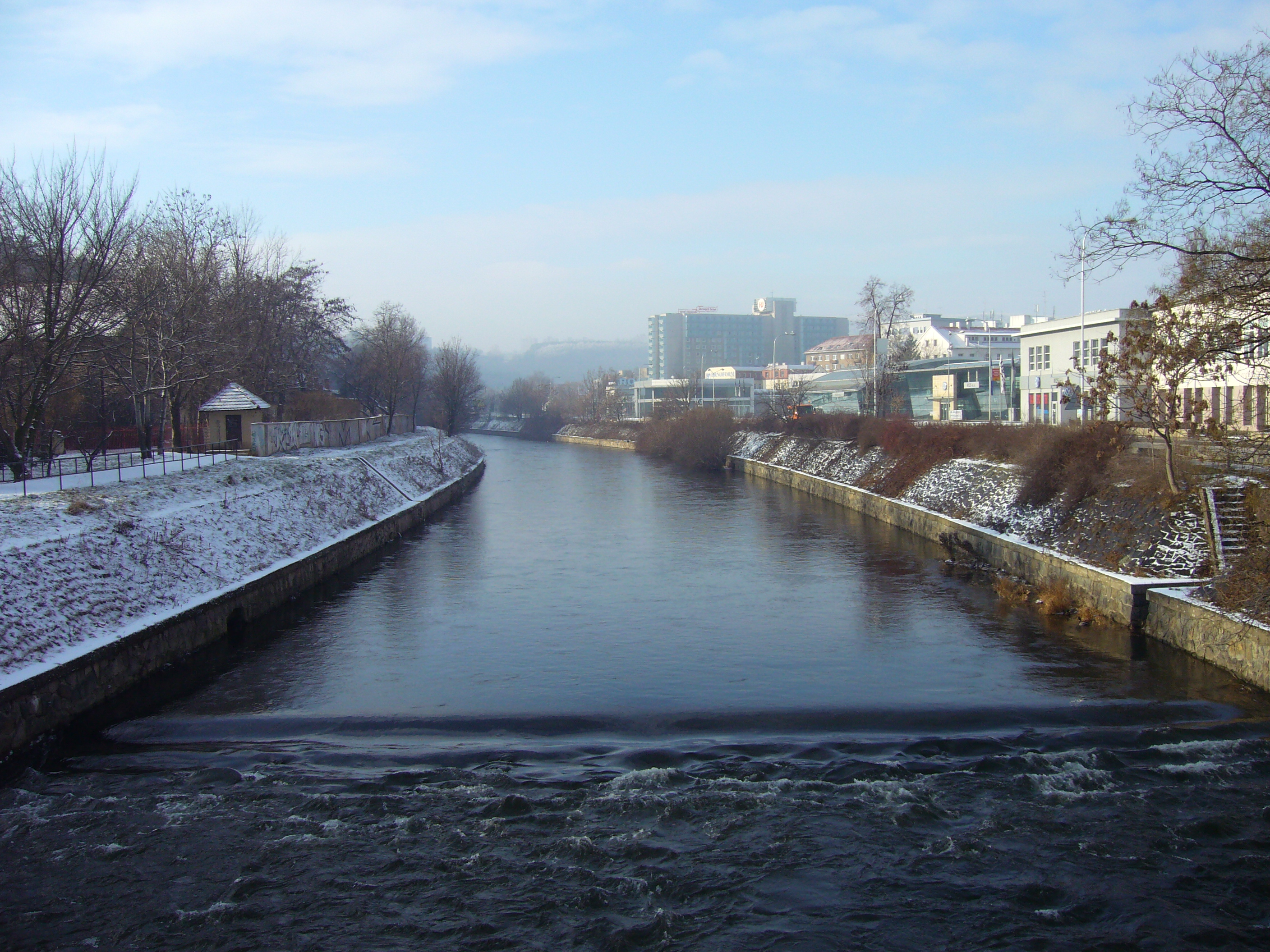
Регульоване русло Свратки біля готелю Воронеж у Старе Брно
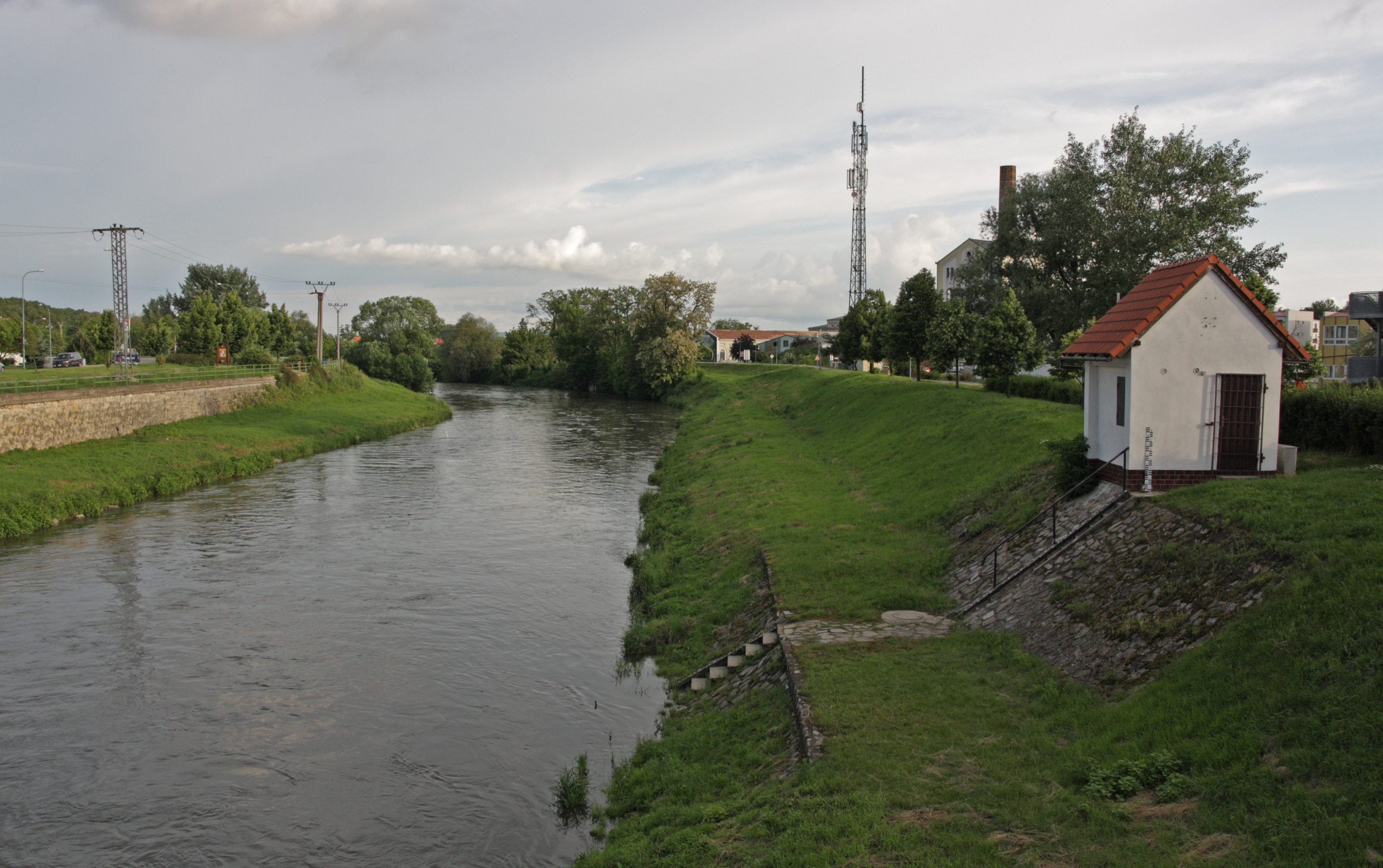
Свратка в Жідлоховіце
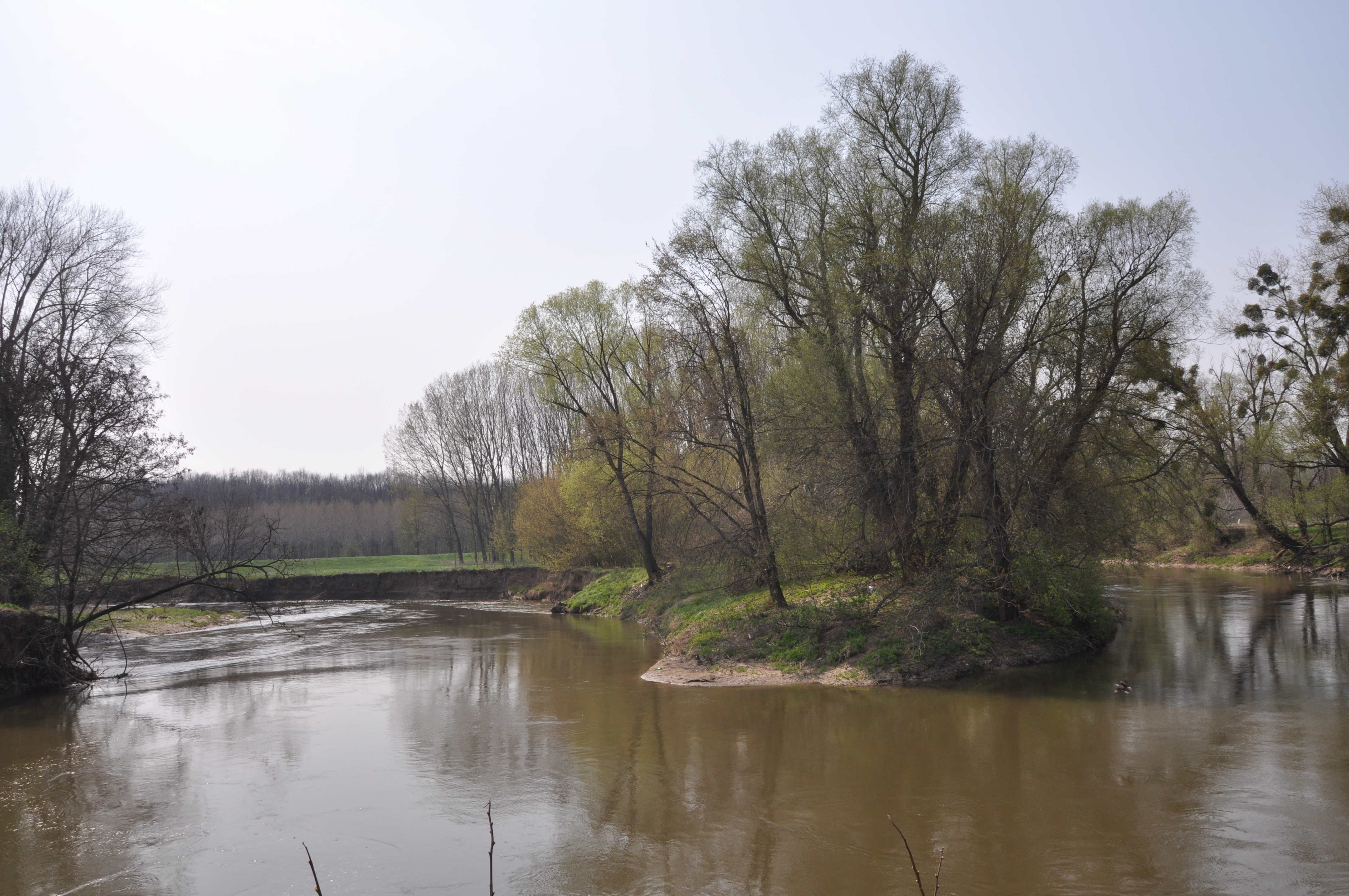
Пам'ятка природи Носиславська затока – єдиний збережений первісний меандр на пониззі Свратки
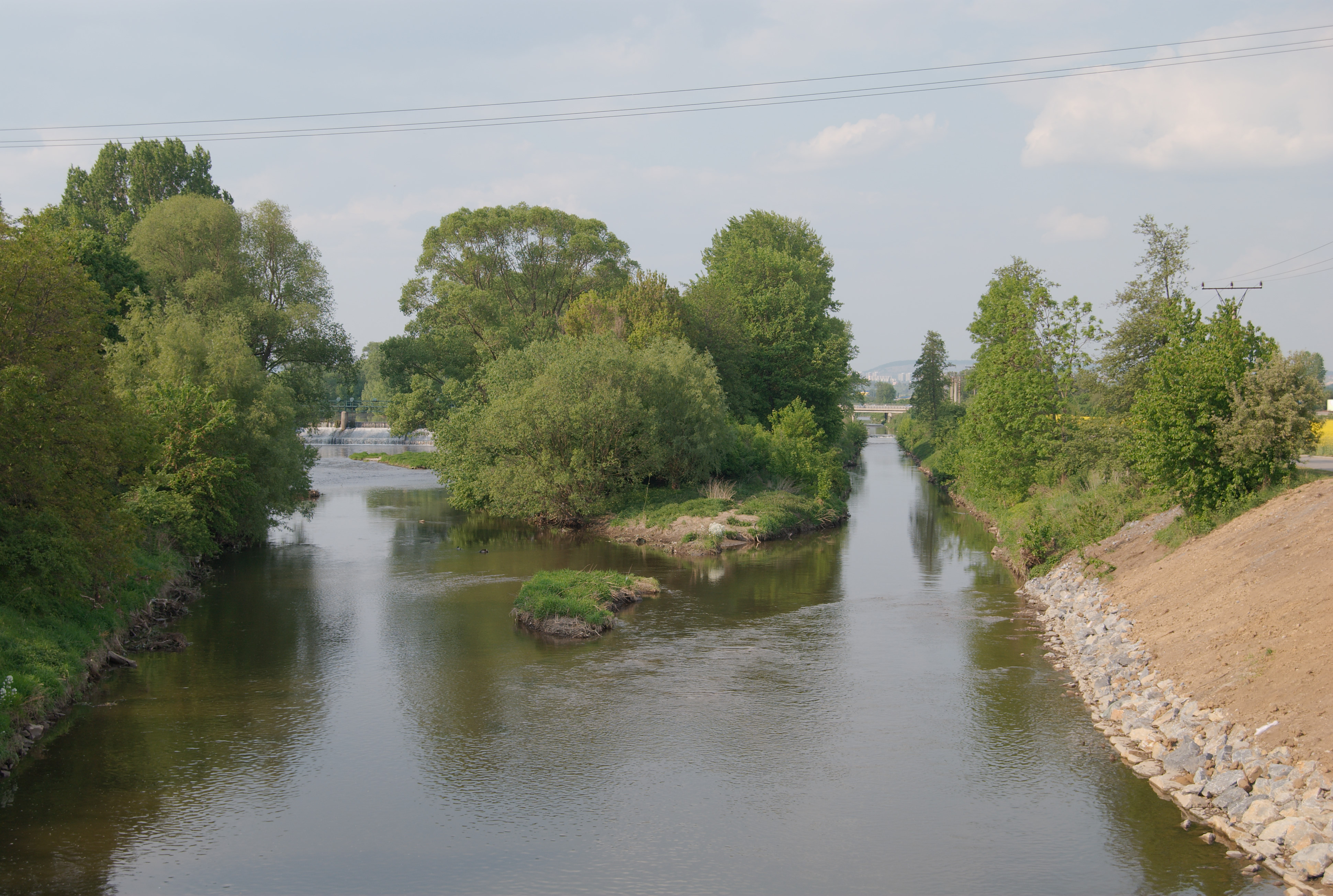
Впадіння Світави у Свратку (ліворуч)

### Зовнішні посилання
- 1773013  Свратка (річка) on OpenStreetMap
- Притоки та країни протіканя рік[недоступне посилання — копія]
- Чеський гідрометеорологічний інститут Брно - Служба попередження та прогнозування повеней
- Характеристики водотоків і басейнів Чеської Республіки (чеськ. VÚV T.G.Masaryka - Oddělení GIS - Charakteristiky toků a povodí ČR)[недоступне посилання — копія]
- Список гідроелектростанцій на Свратці